# 상보적 DNA

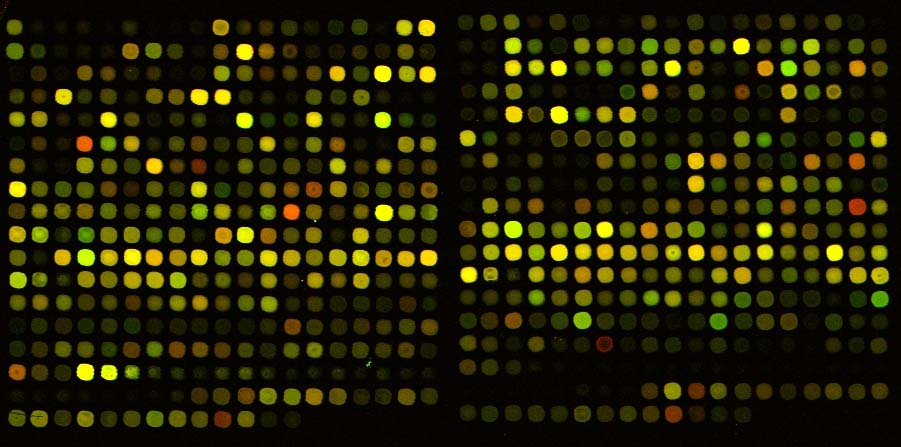
cDNA 마이크로어레이를 이용한 결과

상보적 DNA(영어: complementary DNA, cDNA)는 유전학에서 전령 RNA(mRNA)를 주형으로 역전사효소와 DNA 중합효소에 의하여 합성된 DNA이다. 이렇게 합성된 DNA는 mRNA의 상보적인 복사본이므로 상보적 DNA라 부르며, mRNA로부터 역전사된 DNA이므로 번역에 필요한 엑손만으로 이루어져 있다. 원핵생물에서 진핵생물의 유전자를 복제하거나 정상적으로는 발현되지 않는 특정한 단백질을 발현시키기 위해서 종종 cDNA를 사용한다. 대장균(E.coli)을 이용하여 성장호르몬이나 인터페론 등을 생산할 때 cDNA를 클로닝하여 이루어진다.
cDNA는 레트로바이러스(예를 들면 HIV, 유인원 면역결핍 바이러스 등)에 의해 자연적으로 생성되어 숙주의 유전체에 통합되어 프로바이러스가 된다.
생물정보학 분야에서 cDNA는 mRNA 전사체의 서열을 일컫는 용어로 사용되기도 한다. 다만 mRNA에는 유라실이 있는 반면 cDNA에는 유라실 대신 티민이 있다.

## 합성
cDNA를 합성하는 방법은 여러 가지가 있지만 대개는 전사후 처리가 완료된 mRNA와 역전사효소를 이용하여 합성한다. 역전사효소는 단일 가닥 mRNA의 아데닌, 유라실, 구아닌, 사이토신에 각각 티민, 아데닌, 사이토신, 구아닌을 짝지어 상보적 DNA를 합성한다.
(인트론이 없는) 진핵생물의 cDNA를 얻는 방법은 다음과 같다.
1. 진핵세포가 DNA를 RNA로 전사하고 RNA는 전사 후 변형(post-transcriptional modification) 과정을 거친다. 인트론이 제거되고 아데닐산 중합반응(Polyadenylation) 및 5' 캡 형성(5' cap)이 이루어진다.
2. 세포에서 전사 후 변형 과정을 거친 성숙한 mRNA를 추출한다. 폴리-A 꼬리(아데닌)가 올리고 dT(티민)와 염기쌍을 형성하는 것을 이용하여 친화성 크로마토그래피로 분리할 수 있다.
3. 프라이머로는 폴리-T 올리고뉴클레오타이드를 사용해 폴리-A 꼬리에 혼성(hybridization)되게 하거나 무작위로 6개 염기를 배열한 헥사머(hexamer) 단일 가닥 DNA를 합성하여 사용한다. 역전사효소는 프라이머가 결합한 이중 가닥 분절에서 역전사할 수 있다.
4. 역전사효소와 더불어 디옥시리보뉴클레오타이드(A, T, G, C)를 넣어준다. 추출한 mRNA에 혼성된 상보적 가닥의 DNA가 합성된다.
5. DNA를 계속해서 합성하기 위해서는 리보뉴클레이스(예를 들면 리보뉴클레이스 H)나 알칼리로 RNA를 분해한다.
6. RNA를 분해한 후에 단일 가닥 DNA는 3' 말단에 헤어핀 구조를 형성하는 경향이 있다. 이 헤어핀 구조를 프라이머로 하여 DNA 중합효소가 cDNA를 합성한다.
7. 원래 mRNA와 동일한 서열으로 이루어진 cDNA를 얻을 수 있다.

## 활용
상보적 DNA는 유전자 클로닝, 유전자 탐침(gene probe), cDNA 라이브러리에 사용된다. 한 세포의 유전자를 다른 세포로 옮겨 새로운 유전 물질을 단백질로 발현시키고자 할 때, 전체 유전자에는 인트론 같은 비번역 서열이 포함되어 있으므로 대신 cDNA을 세포에 넣는다.
특히 원핵세포에서 진핵세포의 유전자를 발현시키고자 할 때, 원핵세포에는 전사된 RNA에서 인트론을 제거하는 기구가 없으므로 진핵세포의 DNA에서 먼저 인트론을 제거하고 숙주인 원핵세포에 넣어야 한다.
역전사 후에 DNA를 증폭시키는 중합효소 연쇄 반응(PCR)을 통하여 유전자를 세포 외에서 복제할 수 있다. cDNA의 유전자 양 끝에 결합하는 서열 특이적인 DNA 프라이머를 고안하여 DNA를 증폭시키고, 유전자의 양 끝을 뉴클레이스로 잘라 발현 벡터라는 작은 원형 DNA에 삽입한다. 발현 벡터는 세포에서 스스로 복제되고, 숙주의 DNA로 쉽게 합쳐진다. 발현 벡터에는 옮겨진 cDNA의 발현을 유도하기 위하여 강력한 프로모터가 포함되어 있다.

## 바이러스
볼티모어 바이러스 분류 VI군과 VII군에 속하는 바이러스는 유전물질인 RNA를 역전사하여 cDNA를 합성한 후 mRNA로 전사한다.

## 같이 보기
- cDNA 라이브러리
- cDNA 마이크로어레이